# Leptotrichum hookeri
Leptotrichum hookeri là một loài rêu trong họ Ditrichaceae. Loài này được Müll. Hal. mô tả khoa học đầu tiên năm 1848.